# Czesław Szczepański
Czesław Apolinary Szczepański (ur. 20 lipca 1885 w Lublinie, zm. 16 sierpnia 1961 tamże) – prawnik, prezydent Lublina w latach 1919–1927, prezes Sądu Okręgowego w Lublinie w latach 1930–1932, 1933–1939 i 1944–1946.

## Życiorys
Urodził się 20 lipca 1885 r. w Lublinie, w rodzinie Tomasza (1855–1939), właściciela piekarni. Uczęszczał do gimnazjum rządowego w Lublinie. W 1905 r. uczestniczył w organizacji strajków szkolnych, za co został wydalony ze szkoły. Jako ekstern w 1906 r. złożył egzamin dojrzałości w Nowogrodzie Wielkim nad Wołchowem. W 1906 r. po zdaniu egzaminu wstępnego został przyjęty do Instytutu Górniczego w Petersburgu, z którego przeniósł się na prawo w Uniwersytecie w Petersburgu, które ukończył w 1912 r. Egzamin państwowy złożył na Uniwersytecie w Dorpacie i otrzymał dyplom ukończenia wydziału prawnego. W czasie studiów w Petersburgu sprawował funkcję przewodniczącego koła Bratniej Pomocy Młodzieży Polskiej. W grudniu 1912 r. został pomocnikiem adwokata przysięgłego w Lublinie. 3 września 1915 r. został powołany na stanowisko sędziego gminnego z siedzibą w Lublinie. 10 stycznia 1917 r. Rada Miejska w Lublinie wybrała go na ławnika i członka kolegium Magistratu. 16 sierpnia 1917 r. uzyskał nominację Tymczasowej Rady Stanu na sędziego pokoju na Tatarach. Od 18 października 1917 do 28 marca 1918 r. oraz od 22 października 1918 do 20 marca 1919 r. był wiceprezydentem Lublina, a od 20 marca 1919 do 19 lipca 1927 r. – prezydentem. Po odejściu z Magistratu pracował w sądownictwie. Początkowo jako sędzia pokoju, później jako sędzia grodzki, zaś 19 listopada 1929 r. uzyskał nominację Prezydenta Rzeczypospolitej na stanowisko sędziego Sądu Okręgowego w Lublinie, na którym pozostał do 18 września 1939 r.
Po zajęciu Lublina przez Niemców (18 września 1939 r.) Szczepański wycofał się z sądownictwa. Objął wówczas kierownictwo gospodarstwa rolnego w majątku Świdnik Duży. Gdy w marcu 1944 r. Niemcy zabrali majątek zamieszkał w Lublinie pozostając bez pracy
Po wyzwoleniu Lublina od 3 sierpnia 1944 do 5 lipca 1946 r. pełnił obowiązki prezesa Sądu Okręgowego. Z dniem 1 września 1946 r. przeniesiono go w stan spoczynku. W latach 1946–1961 był adwokatem, członkiem Wojewódzkiej Izby Adwokackiej w Lublinie. Społecznie pracował m.in. w Towarzystwie Muzycznym w Lublinie, gdzie pełnił funkcje prezesa w latach 1920–1928, w Związku Zawodowym Pracowników Sądowych oraz w Miejskiej Komisji do Badania Zbrodni Hitlerowskich w Lublinie.
Od 1926 r. był żonaty z Natalią z Gąsiewskich, wdową po staroście lubelskim Walerym Baranieckim. Miał dwie córki: Teresę (ur. 1927), która była lekarzem, i Iwonę (ur. 1928), która była bibliotekarzem Biblioteki Narodowej.

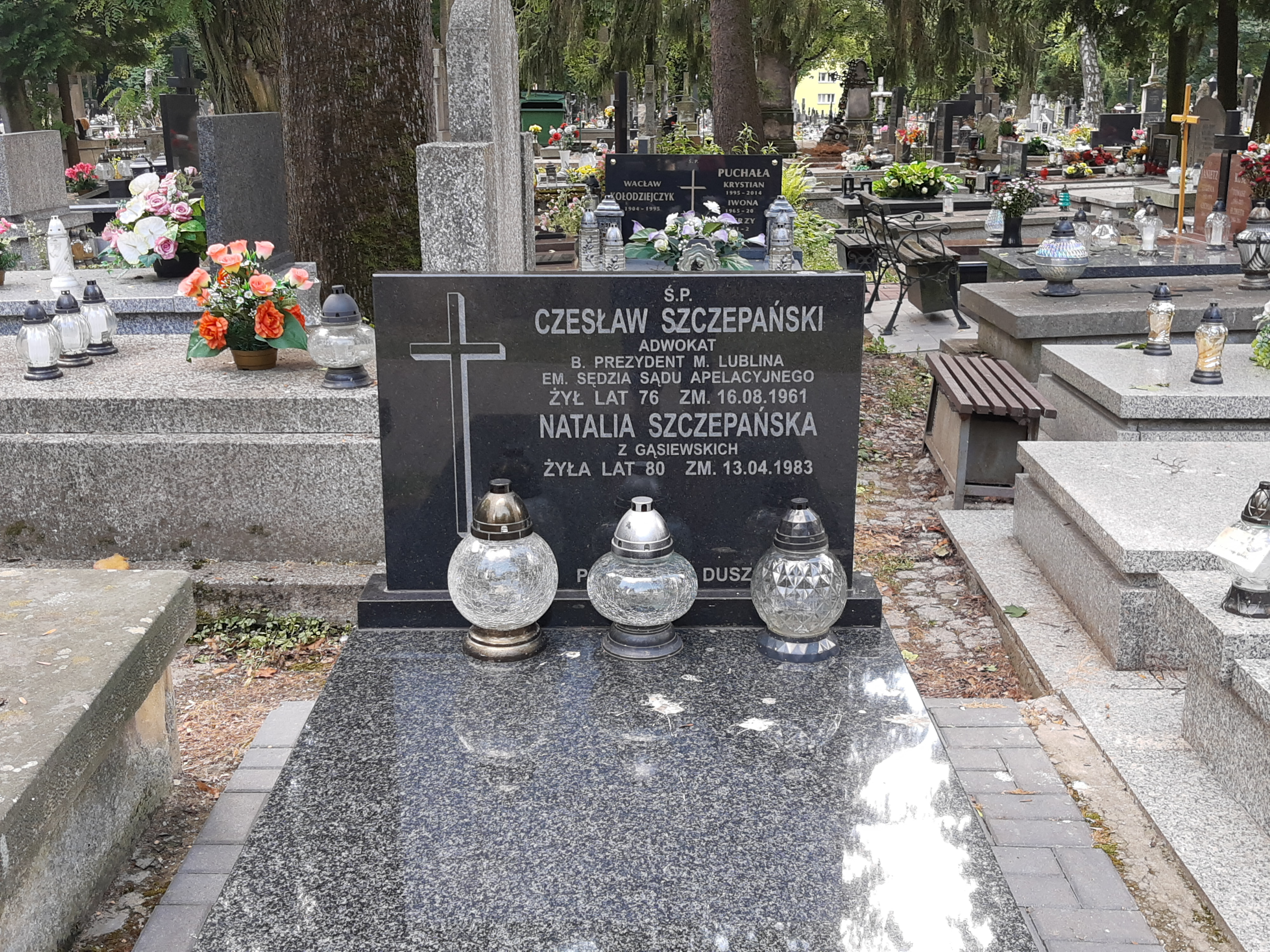
Grób Czesława Szczepańskiego na cmentarzu przy ulicy Lipowej w Lublinie

Zmarł w Lublinie. Pochowany 18 sierpnia 1961 r. na cmentarzu przy ul. Lipowej.

## Ordery i odznaczenia
- Krzyż Oficerski Orderu Odrodzenia Polski (30 kwietnia 1925)[1]
- Złoty Krzyż Zasługi (1937)
- Medal Dziesięciolecia Odzyskanej Niepodległości (1929)